# Paterno (película)
Paterno es un telefilme dramático estadounidense de 2018 dirigido por Barry Levinson y protagonizado por Al Pacino como el entrenador del equipo de fútbol americano universitario Penn State Nittany Lions Joe Paterno, cuya carrera finalizó después del escándalo de abuso sexual infantil de la universidad en 2011. La película se estrenó el 7 de abril de 2018 a través de HBO.

## Trama
Joe Paterno recuerda momentos de su vida mientras entra en una máquina de imagen por resonancia magnética en noviembre de 2011.
En octubre de 2011, Paterno gana su partido número 409 como entrenador del equipo de fútbol americano universitario Penn State Nittany Lions. Durante 61 años en la Universidad Estatal de Pensilvania, ayudó a la universidad a quintuplicar sus finanzas y construir la Biblioteca Paterno. A los 84 años de edad, Paterno es tan querido como «entrenador, educador y humanista» que tiene su propia estatua afuera del Beaver Stadium, y es tan popular que cuando el presidente de la universidad Graham Spanier y el director atlético Tim Curley le pidieron que se retirara en 2005, él se negó. Dentro del estadio, Spanier, Curley y el vicepresidente Gary Schultz están preocupados por una investigación por acusaciones de abuso sexual infantil contra Jerry Sandusky, un asistente de entrenador retirado.
Seis días después de que Penn State derrota a Illinois, la periodista Sara Ganim de The Patriot-News se entera de que la investigación también involucra a Curley y Schultz. Aunque está tan traumatizado por los abusos que sufrió que no quiere que su madre lea la acusación, el estudiante de secundaria Aaron Fisher, conocido en los artículos de Ganim como «Víctima 1», fue el primero en testificar públicamente contra Sandusky. Se difunden rumores acerca de la identidad de «Víctima 1» y Fisher es atacado en la escuela por otros estudiantes. Ganim y su editor hablan sobre las acusaciones contra Sandusky de 1998 y posteriores, como la violación a un joven en el Alamo Bowl en 1999. Se dan cuenta de que la universidad lo ha estado protegiendo durante años.
La esposa de Paterno y sus hijos adultos, el asistente de entrenador Jay y el abogado Scott, están espantados con las acusaciones contra Sandusky. Quieren ayudar a Paterno, pero no entienden por qué continúa preparándose para el próximo partido contra Nebraska en lugar de leer la acusación. Con la prensa asediando la casa de Paterno, el entrenador le cuenta a su familia que Mike McQueary, consternado, le contó en 2001 que vio a Sandusky agrediendo sexualmente a un joven en los vestuarios del campus, y que sabiendo esto le contó el hecho a Curley y Schultz. Mary Kay Paterno le pregunta a su padre por qué esperó dos días para reportar el hecho.
Estudiantes de Penn State se reúnen frente a la casa de Paterno apoyando al entrenador, quien anuncia que va a renunciar una vez terminada la temporada. Sin embargo, John Surma y otros consejeros de la universidad obligan a Spanier a renunciar y despiden a Paterno. Sue y Joe Paterno hablan sobre un Sugar Bowl de los años 1970, recordando que Sandusky jugó con sus hijos en la piscina del hotel mientras Paterno se preparaba para el partido. Ella supone que su marido no habría permitido que Sandusky jugara con sus hijos si supiese que era un pedófilo; él le contesta: «Estaba trabajando. No estaba concentrado en la maldita piscina». Esa noche tiene una pesadilla relacionada con esos recuerdos.
Se le diagnostica cáncer de pulmón. Conduciendo frente al estadio después de la resonancia magnética, ve gente al lado de la estatua discutiendo sobre el legado de Paterno. Otra supuesta víctima le cuenta a Ganim que le había dicho a Paterno que Sandusky abusó de él en 1976.

## Reparto
- Al Pacino como Joe Paterno.
- Riley Keough como Sara Ganim.
- Kathy Baker como Sue Paterno.
- Greg Grunberg como Scott Paterno.
- Annie Parisse como Mary Kay Paterno.
- Ben Cook como Aaron Fisher.
- Jim Johnson como Jerry Sandusky.
- Peter Jacobson como David Newhouse.
- Larry Mitchell como Jay Paterno.
- Darren Goldstein como Mike McQueary.
- Kristen Bush como Dawn Fisher.
- Sean Cullen como Dan McGinn.
- Steve Coulter como Tim Curley.
- Tom Kemp como Graham Spanier.
- William Hill como Tom Bradley.
- Michael Mastro como Guido D'Elia.
- Josh Mowrey como Ron Vanderlinden.
- Murphy Guyer como Gary Schultz.

## Producción
En septiembre de 2012 se informó que ICM Partners iba a desarrollar una película sobre Joe Paterno con Al Pacino como Paterno. En enero de 2013 se dio a conocer que Brian De Palma iba a dirigir el proyecto. Más tarde HBO iba a producir el filme, pero en septiembre de 2014 se informó que la cadena había suspendido la preproducción debido a problemas con el presupuesto. En junio de 2017 se conoció que el filme estaba nuevamente en desarrollo, con Pacino como protagonista y Barry Levinson como director. Posteriormente Riley Keough, Kathy Baker, Greg Grunberg y Annie Parisse se unieron al reparto. En julio de 2017 comenzó la producción.

## Recepción

### Crítica
Paterno fue recibida con críticas mayoritariamente positivas. En el sitio de reseñas Rotten Tomatoes, el filme alcanzó un nivel de aprobación de 68 % basado en 38 reseñas, con un puntaje promedio de 7,2 sobre 10. El consenso del sitio indicó: «Paterno, elevada por la hábil dirección de Barry Levinson y una convincente actuación de Al Pacino, presenta una contundente dramatización de una devastadora historia real». Metacritic le asignó un puntaje de 68 sobre 100, basado en 18 críticas, indicando «reseñas generalmente favorables».
Ben Travers de IndieWire escribió una reseña positiva y elogió la actuación de Pacino, afirmando: «El Paterno de Pacino está, al mismo tiempo, cargado de culpa y ajeno a cualquier fechoría. Es una figura de simpatía y disgusto. Pacino arma al hombre junto a la película, cronometrando sus sutiles toques en escenas críticas... y reduciendo la velocidad hábilmente a medida que su estatura pasa de ser un mito a un hombre».
El diario británico The Guardian destacó la actuación de Pacino y describió la narración del escándalo de Sandusky como «desordenado». La película atrajo las críticas de unos trecientos exjugadores de Paterno, quienes firmaron una carta en protesta por la interpretación de su exentrenador en el filme. No obstante, cerca del estreno de la película, The Patriot-News en su edición en línea en PennLive, evaluó su exactitud y la percibió como acertada, aunque notó que utilizó licencias artísticas en su presentación de los hechos conocidos. David Newhouse —interpretado por Peter Jacobson— reseñó el guion durante la producción y no sugirió ningún cambio, aunque afirmó que utilizaba una «narración estilo Hollywood».

### Premios
| Año  | Premio                 | Categoría                                                   | Nominados       | Resultado | Ref.   |
| ---- | ---------------------- | ----------------------------------------------------------- | --------------- | --------- | ------ |
| 2018 | Premios Primetime Emmy | Mejor telefilme                                             | Mejor telefilme | Nominada  | [ 15 ] |
| 2018 | Premios Primetime Emmy | Mejor dirección - Miniserie, telefilme o especial dramático | Barry Levinson  | Nominado  | [ 15 ] |